# NGC 909
NGC 909 è una galassia ellittica situata nella costellazione di Andromeda, a una distanza di circa 229 milioni di anni luce dalla nostra Via Lattea.

## Scoperta
La galassia è stata scoperta il 30 ottobre 1878 dall'astronomo francese Édouard Stephan.